# Part of Me
«Part of Me» —en español: «Parte de mí»— es una canción interpretada por la cantante y compositora estadounidense Katy Perry, lanzada como el primer sencillo de la reedición de su segundo álbum de estudio titulado, Teenage Dream: The Complete Confection. Perry, Bonnie McKee, Dr. Luke y Max Martin la compusieron, mientras que estos dos últimos y Cirkut la produjeron. La intérprete no la incluyó en la edición original del disco porque sintió que no encajaba en su temática. A finales de 2010, alguien filtró una demostración del tema por Internet, y varios medios de comunicación especularon que la letra estaba dirigida a su exnovio Travis McCoy. Reelaborada y publicada oficialmente el 13 de febrero de 2012, a través de Capitol Records y la portada oficial la tomó la fotógrafa Mary Ellen Matthews.
La producción está inspirada en varios géneros musicales, la que incluye la música house, dance pop, pop rock y power pop. Los revisores la compararon con los anteriores sencillos de la artista —«Firework» y «California Gurls»— y con «Domino» de Jessie J. La letra describe a una mujer que no sufre por una ruptura amorosa. Los revisores de música contemporánea elogiaron la producción y le otorgaron en su mayoría reseñas mixtas, aunque criticaron la voz de Perry. Por otro lado, los comentaristas y los medios de comunicación suponen que la letra está dirigida a su divorcio con Russell Brand. Después de esto, la intérprete lo negó, y afirmó que su composición comenzó a principios de 2010.
«Part of Me» obtuvo un buen éxito comercial. Es la vigésima canción que debuta en la primera posición en el Billboard Hot 100, por lo tanto lo convierte en el séptimo sencillo de la cantante que lo logra, y su noveno encabezamiento consecutivo en el Dance/Club Play Songs. Alcanzó la cima en Canadá, Escocia, los Estados Unidos, el Reino Unido y Venezuela, y recibió certificaciones de platino en Australia, los Estados Unidos y Nueva Zelanda. También formó parte de la campaña publicitaria de Adidas y de Los Sims 3: Salto a la fama. Independientemente de esto, Lindsey Pavao la interpretó en la segunda temporada de The Voice.
El 21 de marzo de 2012, Perry publicó el vídeo musical en su cuenta de VEVO, filmado en la Base del Cuerpo de Marines Camp Pendleton y de Oceanside, California. Su trama muestra a la cantante destruida por una ruptura amorosa y luego ingresa en el  Cuerpo de Marines de los Estados Unidos. Obtuvo críticas en su mayoría positivas, lo que destacaron el mensaje del poder femenino, pero Naomi Wolf señaló que tiene una propaganda militar con fines de reclutar personas para el ejército. La artista la cantó en varios programas de televisión, como en la quincuagésima cuarta edición de los premios Grammy, Kids Choice Awards y American Idol.
En 2013, Mckee versionó «Part of Me» como parte de un popurrí con otros siete sencillos cocompuestos por ella: «Dynamite» de Taio Cruz, «Hold It Against Me» de Britney Spears, «C'Mon» de Kesha y «California Gurls», «Teenage Dream», «Last Friday Night (T.G.I.F.)» y «Wide Awake» de la misma Perry.

## Antecedentes y lanzamiento
Perry, Dr. Luke, Bonnie McKee y Max Martin la compusieron durante la grabación de Teenage Dream, estos tres últimos también la produjeron. De igual manera, colaboraron en varios números uno de la cantante en el Billboard Hot 100 —«California Gurls», «Teenage Dream» y «Last Friday Night (T.G.I.F.)»—. Ella y McKee habían sido amigas ocasionales antes de que la intérprete le pidiera su ayuda para terminar con la escritura de la canción. Según Rolling Stone, la coescritora estuvo componiéndola una noche entera. Cuando Perry la presentó, ella gritó en el momento que la escuchó: «Te vamos a comprar un auto».
La artista grabó una demostración del tema y alguien lo filtró en Internet el 30 de diciembre de 2010. Debido a esto, los medios de comunicación y los fanáticos especularon que iba a formar parte de una reedición. En enero de 2012, Perry lo confirmó y anunció a través de su página web oficial que el álbum contendría las doce canciones del original, tres pistas nuevas y una remezcla, y sería lanzado el 26 de marzo de 2012. En un comunicado de prensa, la intérprete declaró que: «Esta es la historia completa de Teenage Dream. Empatar un récord de Michael Jackson en el Billboard Hot 100 es un honor increíble, pero estoy avanzando y tengo unas cuantas cosas que sacar de mi pecho. Así que esta es la edición especial de mi disco para mis seguidores».
El 13 de febrero de 2012, Perry lanzó oficialmente el primer sencillo de la reedición de su álbum. La canción planeó desde un principio publicarla como una canción en la edición de lujo del disco, pero la excluyó dado que no encajaba en su temática. El 11 de febrero de ese mismo año, alguien la filtró en Internet dos días antes de su estreno mundial y contó con una producción reelaborada y con una letra modificada ligeramente. El 18 de febrero de 2012, Capitol Records lo estrenó mundialmente en la tienda en línea de iTunes, después de su actuación en la quincuagésima cuarta edición de los premios Grammy. A pesar de esto, la compañía discográfica la estrenó en las radios estadounidenses el 21 de febrero. En Francia, Irlanda y el Reino Unido estuvo en formato digital y CD. La cantante reveló a través de Twitter que todo el dinero recaudado por las ventas del sencillo sería donado a MusiCares —una organización que brinda una ayuda médica y económica a los músicos necesitados—. Mary Ellen Matthews tomó la foto la portada, como parte de un ensayo fotográfico en su aparición en el episodio 710 de la trigésima séptima temporada del programa de televisión Saturday Night Live.

## Composición e interpretación lírica

Está compuesta en la tonalidad de re menor.

«Part of Me» es una canción con elementos de los géneros dance pop, pop rock y power pop, establecida en un ritmo de música house. Compuesta en la tonalidad de re♯ menor y ajustada en un compás de 4/4 con un tempo de 130 pulsaciones por minuto. El registro vocal de la artista abarca la nota más de re♯4 hasta la re♯5, mientras que el tema sigue una progresión armónica de acordes de re mayor–fa–si♭–do. Perry y Dr. Luke la compusieron. Líricamente, habla de como superar una ruptura amorosa, como por ejemplo en el fragmento: «Days like this I want to drive away / Pack my bags and watch your shadow fade» —en español: «Días como estos quisiera manejar lejos / Empacar mis maletas y ver tu sombra desaparecer»—. En el puente, las pulsaciones son amplificadas y las letras vuelven más agresiva a Perry: «Now look at me!» —en español: «¡Ahora mírame!»—, lo que señala que después de la decepción amorosa, ella es más fuerte. El ritmo alcanza lo máximo en el estribillo y el tono de la intérprete aumenta con agresividad cuando canta: «This is the part of me that you're never gonna ever take away from me, no!» —en español: «Esta es la parte de mí que nunca jamás te llevarás lejos de mi, ¡no!»—. A medida que la pista continúa, la letra y la cantante toman fuerzas y poderosamente interpreta: «So you can keep the diamond ring / It don't mean nothing anyway / In fact you can keep everything, Yeah! / Yeah! Except for me» —en español: «Puedes quedarte con el anillo de diamante / No significó nada para mi / En realidad puedes quedarte con todo, ¡sí! / ¡Sí!, menos conmigo». Al finalizar, la cantante repite varias veces el estribillo hasta que el ritmo desaparece.
James Dinh de MTV señaló que la estrella pop parece fuerte, audaz y un poco resentida después de su ruptura en la pista. También dio su análisis lírico y observó que Perry muestra un lado inquebrantable después del divorcio, y es observado en líneas como «Days like this I want to drive away / Pack my bags and watch your shad / 'Cause you chewed me up and spit me out / Like I was poison in your mouth / You took my light, you drained me down / But that was then and this is now, now look at me» —en español: «Días como estos quisiera manejar lejos / Empacar mis maletas y ver como desaparece tu sombra / Me masticaste y me escupiste / Como si fuera veneno en tu boca / Te llevaste mi luz, me dejaste caer / Pero eso era entonces y esto es ahora, ¡ahora mírame!»—. Dihn señaló que existe semejanzas entre «Part of Me» y «California Gurls», y declaró que la melodía y el ritmo constante aumenta cuando el estribillo comienza. Andrew Hampp de Billboard describió que es un tema para una pista de baile de rave's party y comparó la composición con «Domino» de Jessie J. Edna Gundersen de USA Today dijo: «Katy Perry podría referirse a uno de sus ex o rompecorazones en un sencillo desafiante, al igual que «Firework», como un torpedo reluciente propulsado por pulsaciones rápidos y un coro descarado». Chris Ryan de MTV dedujo que su amorío con Travis McCoy sirvió de inspiración para crearla. Amanda Dobbis de New York Magazine la describió como «otro himno de decepción amorosa». Los medios de comunicación y los fanáticos observaron las diferencias líricas entre la demostración y el sencillo, y afirmaron que el primero hablaba sobre McCoy y la segunda sobre su exmarido Russell Brand. Perry más tarde lo negó y estableció:

«La compuse hace dos años y es gracioso porque todo el mundo piensa que «es tan actual», y algunas personas con las que trabajo me decían que: «Solamente debes decir que la escribiste hace un par de semanas». Yo estaba como: «No soy una idiota, les voy a contar la verdad». La creé hace dos años cuando trabajaba en Teenage Dream, [pero] no sentía que encajaba en la temática del mismo. He tenido que sacar uno que otros temas cuando grababa The Complete Confection».

## Recepción

### Comentarios de la crítica
«Part of Me» recibió reseñas mixtas de los críticos de la industria musical. Amy Sciaretto de PopCrush la elogió y le dio 4 estrellas de 5; también lo calificó como un ataque «vicioso» a Russell Brand. De igual manera, Bill Lamb de About.com le otorgó el mismo puntaje y dijo que: «A raíz de su divorcio reciente, la canción adquiere un resonancia nueva y de igual manera contiene letras que especifican el punto final de la relación». A pesar de que líricamente trata sobre una supervivencia emocional, el tema mantiene a la artista en la corriente principal de música pop. Jody Rosen de Rolling Stone le dio tres estrellas de cinco y criticó la producción. Steven Hyden de The A.V. Club lo valoró con un B+ y señaló que aunque la letra parezca «tonta», la producción y el «estribillo» son bastante pegadizos, mientras que Genevieve Koski de ese mismo periódico le otorgó una calificación de B y aclaró que tiene la fórmula de los anteriores sencillos de la intérprete y a su vez, explicó que: «el modelo funciona bien en el contexto de un himno de ruptura amorosa» y remarcó positivamente que se trata de una versión barata de «Since U Been Gone» de Kelly Clarkson.
Un revisor de Plugged In criticó la decisión de Perry por crear una canción tan ejemplar sobre el tema de su divorcio, él dijo que: «La fórmula de la pista habla sobre su separación con el comediante británico Russell Brand, sin embargo «Part of Me», le da un toque mucho más sombrío y serio en algunas cosas. Esto no es una ruptura simple, es la destrucción de un pacto matrimonial. Así que no importa lo mal que estaban en su relación, no importa lo bien que se siente ahora, no importan las pulsaciones rítmicas —cortesía de los maestros de remezclas Max Martin y Dr. Luke—, puedo sentir el final triste de esa historia». Priya Elan de NME estableció que en el fragmento de: «This is the part of me, that you’re never going to take away from me» —en español: «Esta es la parte de mi, que no te vas a llevar lejos de mi», ella canta con una extraña voz robotizada y muestra su furia al romper con un puñetazo el cristal sobre la presentación de los Grammys». Robert Copsey de Digital Spy dijo que el trabajo de esta canción es el resultado de una «venganza mucho más dulce».

### Desempeño comercial

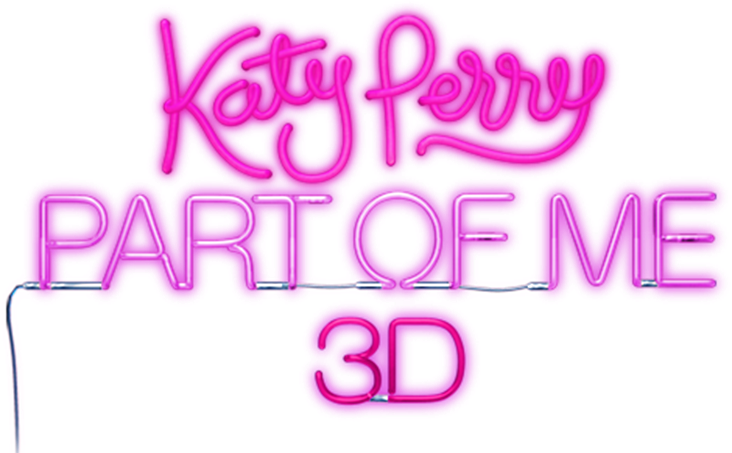
Tema de fondo de la película autobiográfica de la cantante, Katy Perry: Part Of Me.

«Part of Me» tuvo una recepción comercial considerable en Norteamérica. En los Estados Unidos, debutó en el primer puesto de las listas del Billboard Hot 100 y Digital Songs con 411 000 copias vendidas en su primera semana, lo que lo convierte en el primer sencillo de Perry en vender dicha suma en su semana debut y el primero del 2012 que logra ventas elevadas. Después de varias semanas, el cantante canadiense Justin Bieber rompió el récord con su tema «Boyfriend», el que vendió 521 000 copias en su primera semana. También obtuvo las posiciones uno, tres, cuatro y veinte de las listas Dance/Club Play Songs, Pop Songs, Adult Pop Songs y Adult Contemporary, respectivamente. La RIAA lo certificó con tres discos de platino por vender 2.78 millones de descargas digitales en ese territorio. En Canadá, encabezó el conteo del Canadian Hot 100.
En Europa, tuvo un buen desempeño comercial. En la Región flamenca de Bélgica debutó en la posición número veintiséis de la lista Ultratop 50 y su máximo puesto es el número dieciocho, mientras que en la Región valona, alcanzó su máximo puesto en el número veintiocho Ultratop 40. En los Países Bajos, ingresó en el puesto noventa y tres del conteo Dutch Top 40, mientras que consiguió su máxima posición en el número veintiocho en su octava semana. En Suiza, entró en el puesto cincuenta de la lista Swiss Music Charts, donde semanas más tarde logró el número treinta y tres. También alcanzó los números trece, veinte y cuarenta y ocho en Francia, Alemania y España, respectivamente. En Austria, ingresó en el puesto número veintiséis de la lista Ö3 Austria Top 40 y seis semanas después llegó a la posición dieciocho. El sencillo también alcanzó el número cinco, seis, catorce y diecisiete en Irlanda, Hungría, Eslovaquia y República Checa, respectivamente. En el Reino Unido, debutó en el número uno en las listas UK Singles Chart y UK Singles Digital Chart, dado que vendió más de 79 000 copias. También debutó en la cima del conteo Scottish Singles Chart de Escocia.
En Japón, el tema alcanzó su máxima posición en el número veintidós de la lista Japan Hot 100. En Australia, ingresó en el puesto veintidós en el conteo Australian Singles Chart y llegó al número cinco a la semana siguiente. Además, la ARIA lo certificó con dos discos platino por vender más de 70 000 descargas digitales en dicho país. En Nueva Zelanda, entró en la primera posición de la lista NZ Top 40 Singles y permaneció una semana en ese puesto, y logró la certificación de platino por la RIANZ por vender más de 15 000 descargas digitales. Por otro lado, igualó el récord de Mariah Carey como la artista femenina que tiene más números uno en ese país. También encabezó la lista más importante de Venezuela y obtuvo el segundo puesto en Sudáfrica.

## Promoción

### Vídeo musical

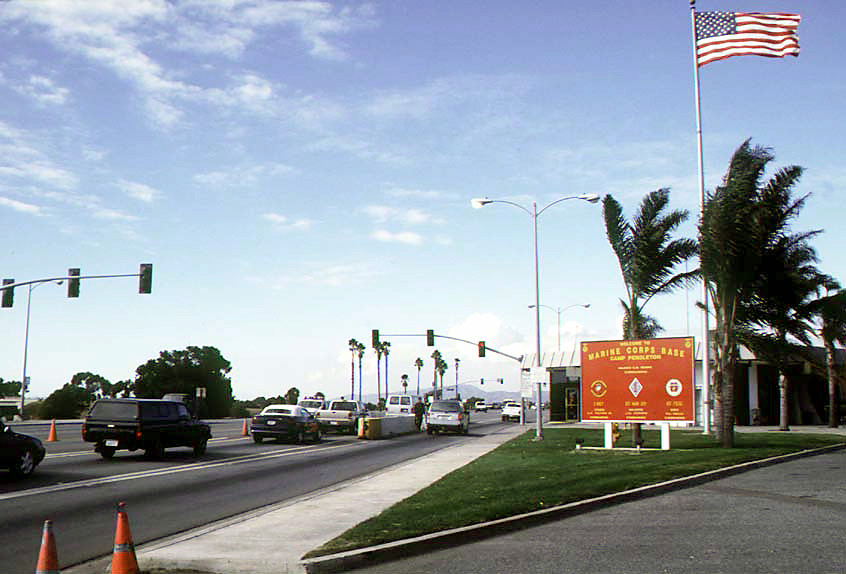
Ben Mor filmó el vídeo en la Base del Cuerpo de Marines Camp Pendleton.

Ben Mor lo dirigió y su rodaje comenzó el 16 de febrero de 2012 en el United States Marine Corps y el Marine Corps Base Camp Pendleton de Oceanside, California. La grabación duró tres días. Después de un par de horas de haber lanzado la canción, Perry confirmó a través de su cuenta en Twitter, que estaba preparándose para filmar el vídeo musical correspondiente y dijo: «el poder sagrado de los Grammys, "Part of Me" ya es top 10 en iTunes, !chicos lo están matando a lo lindo! !No puedo esperar para filmar este video! #agradecida». Su preparación para la filmación incluyó un riguroso adiestramiento en bases militares, lo que destaca la potencia de disparo, la etiqueta militar y el entrenamiento de combate. Después que el rodaje del vídeo comenzara, algunas imágenes aparecieron en Internet, las que mostraban a Perry con el pelo corto y vestida con ropa de miliar. El director escogió a varios infantes de la marina para que aparecieran en el videoclip, sin actores o actrices que intervinieran a salvo de Perry. Más tarde, la cantante dijo que la experiencia al trabajar y participar con ellos le dieron un nuevo respeto. El 16 de marzo de 2012, Capitol Records lanzó un avance que muestra a la intérprete manejando un arma de fuego, marchando en formación y participando en un combate cuerpo a cuerpo con otros reclutas. El 21 de marzo de 2012, la compañía discográfica lo lanzó mundialmente durante el programa de MTV First: Katy Perry, en la que discutieron sus experiencias al filmarlo y el fondo de la trama del video:

«Bueno, en realidad tenía la idea de entrar al servicio militar, lo que me hace tener una gran cantidad de fuerza física, pero ahora que he pasado por eso y aunque solo sea por los tres días que estuve allí, [es] una gran cantidad de fuerza mental. Utilizamos solo los marines, sin actores ni actrices. Hemos usado todos los equipos de la Marina y es tan precioso para nosotros, que siempre se diviertan a pesar de que se trata de una gran cantidad de trabajo. A pesar de que estaba adolorida y exhausta, me educaron para el servicio, que siempre he respetado, pero las cosas tienen que pasar, y el tipo de lealtad que poseen es muy común. No sonará extraño, pero parece el corazón de América. En serio, el corazón».
—Katy Perry

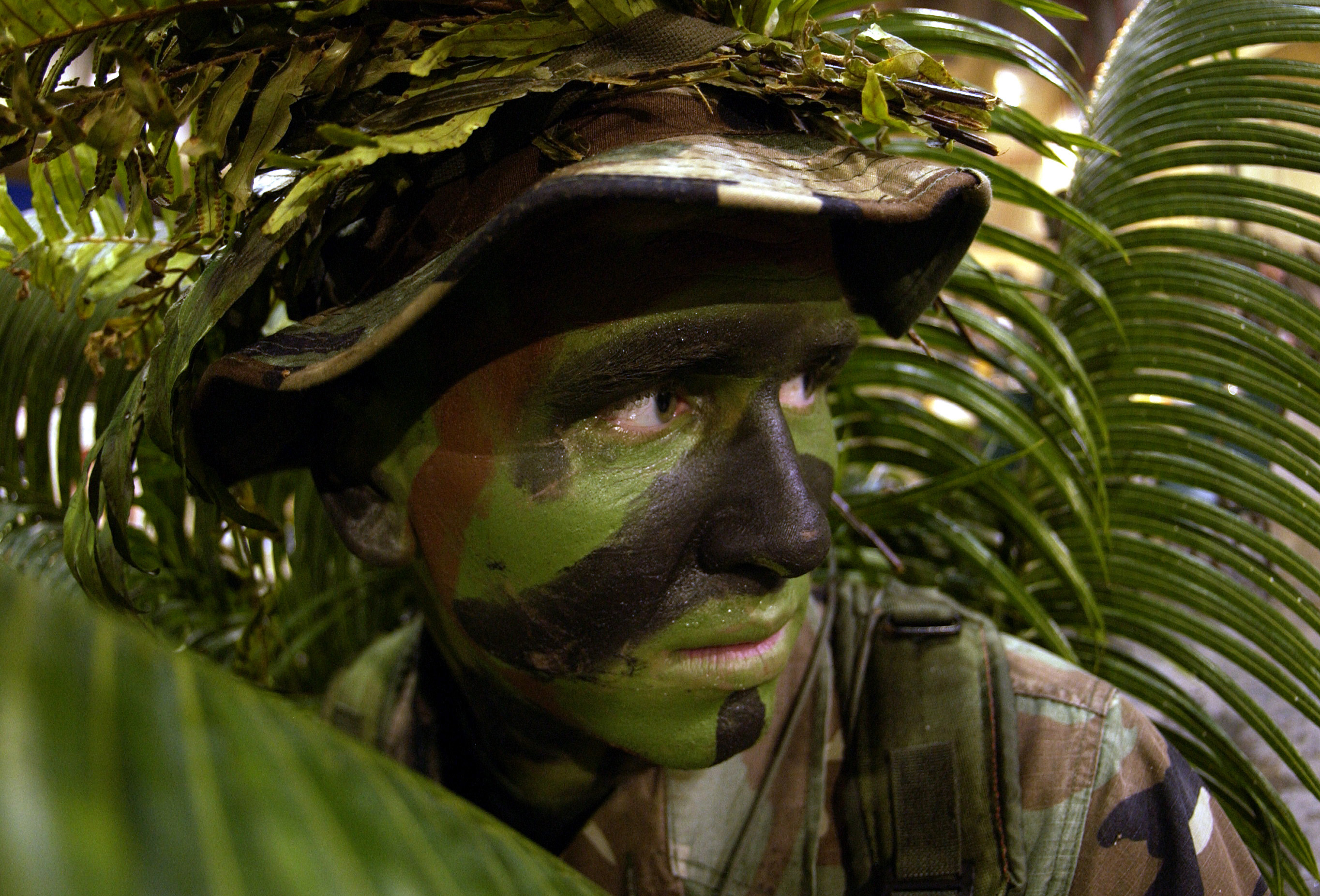
Perry usó el camuflaje militar para la filmación del vídeo.

El vídeo comienza con Perry mirando su collar adentro de su auto estacionado afuera del trabajo de su novio —interpretado por el actor y modelo Lucas Kerr—, lo que descubre que él era infiel con otra mujer. La intérprete discute con su prometido y terminan la relación. A medida que entra al auto, la canción empieza a sonar y llega a una estación de gasolina donde compra unas cosas en una tienda. Después de pagar sus artículos, observa un anuncio que dice: «Todas las mujeres son creadas iguales, luego algunas forman parte de la infantería marina». Cada vez más decidida, recoge sus implementos personales y entra a un baño cercano y comienza a cortarse su cabello mientras llora por la desolación del noviazgo, luego se coloca unos pantalones y una sudadera. Perry entra al Cuerpo de Marines de los Estados Unidos, donde la reclutan, aprende la formación básica y algunas instrucciones de combate. La artista recuerda esos momentos felices con su exnovio, sin embargo, le sigue teniendo rencor por su traición y quema la carta de amor que él mismo le envió. Posteriormente, la cantante baila y canta el estribillo final de la canción bajo la bandera de los Estados Unidos. El vídeo termina con Perry convertida en toda una soldado entrenada, vestida con un camuflaje y con una chaqueta antibalas.
El vídeo tuvo críticas positivas, muchos elogiaron su mensaje del «poder femenino» y la originalidad con respecto a sus otros trabajos. Ethan Sacks de New York Daily News dijo que «[La cantante] tiene dones de combate y la letra de la canción posee una indirecta hacia Russell Brand». Bruno Nessif de E! Online la comparó con Demi Moore en la película G.I. Jane. Ray Rahman de Entertainment Weekly le dio una revisión positiva: «es menos G.I. Jane y más Infantería de Marina, pero ahora, hay una nueva Katy Perry pop-militar en el vídeo, lo que lo hace un viaje intenso». Wendy Geller de Yahoo! Music informó que «Katy Perry, posiblemente es una de las mujeres del mundo del espectáculo del momento, debido a que dispara firmemente con un arma de fuego, lucha con soldados y hasta pasa por debajo de un alambre de púas. El vídeo termina con un primer plano impactante de Perry, sin maquillaje, solo con camuflaje mirando fijamente la cámara, lo que significa que ella ante todo sigue firme y ningún ex-novio le romperá ni su espíritu ni su fuerza». James Montgomery de MTV agregó que:

Con los años, Perry ha sido una chica de California, una adolescente nerd, una extraterrestre, pero hasta ahora, nunca ha sido una persona real. «Part of Me» es diferente a cualquier vídeo pop en los últimos tiempos. Rihanna hizo lo mismo pero con militares elegantes en «Hard». El trabajo de Perry es fabuloso dado que ella corta su cabello, ella evita el maquillaje, ella lucha y todas esas cosas que la comprometen al servicio militar.

Aunque el videoclip tuvo una buena recepción por su promoción del poder femenino, la escritora feminista Naomi Wolf lo criticó y lo acusó de ser «una propaganda a favor de la Infantería de la Marina». Wolf emitió un comunicado a través de su página de Facebook y dijo: «Realmente quiero saber si le pagaron para hacerlo [...] Es verdaderamente vergonzoso. Yo sugiero un boicot para esta cantante, si ustedes están tan ofendidos por esta glorificación de la violencia como yo». Glenn Selig, fundador de The Publicity Agency, respondió a las afirmaciones de Fox News Live y escribió que: «En sus esfuerzos para boicotear el video, Naomi Wolf le ha dado más atención a ella, sin sus comentarios, la mayoría de la gente habría visto con claridad a los militares simplemente como una metáfora y no como un intento para promocionar al ejército o a la guerra». La artista dijo a MTV que ella escogió el complot militar, ya que la canción representa una afirmación de la fuerza.
A enero de 2022 el video oficial junto al video de letra sobrepasan los 900 millones de reproducciones. 

### Interpretaciones en directo y otras versiones

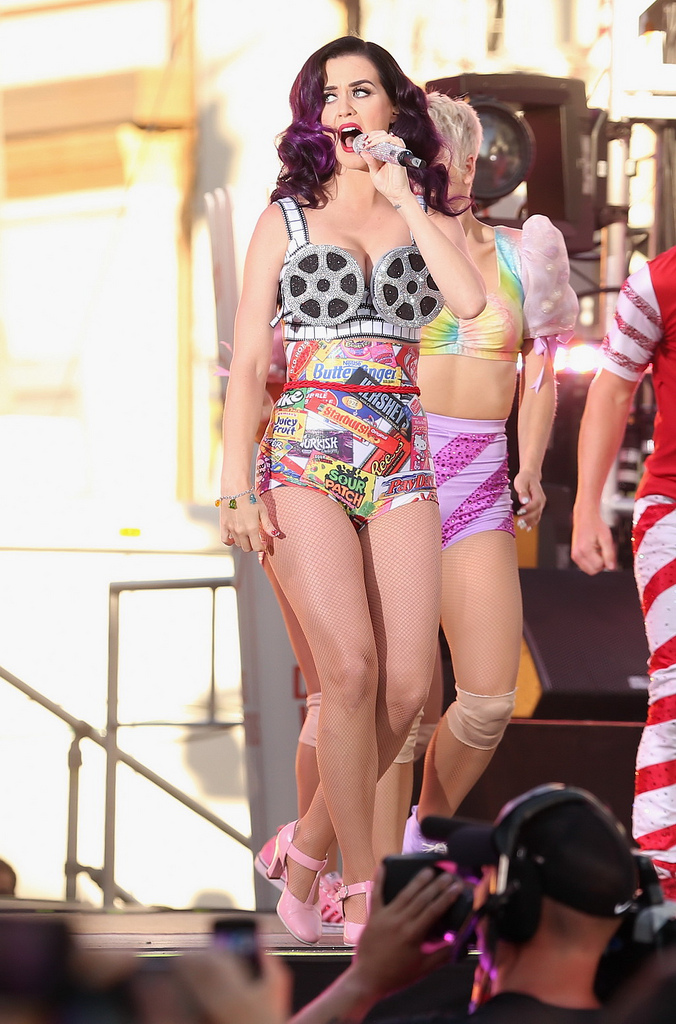
Perry cantando «Part of Me» en la presentación de su película autobiográfica Katy Perry: Part Of Me, de 2012.

El 12 de febrero de 2012, Perry la interpretó por primera vez en la quincuagésima cuarta edición de los premios Grammy, en el escenario también cantó «E.T.» mientras que la interrumpieron con efectos de sonidos electrónicos y lo oscurecieron para seguir con la presentación. La cantante usó un traje metálico parecido a una armadura de oro, con una cabellera de color azul. Perry descendió por un cubo de cristal, que al romperlo con su codo, dispararon fuegos artificiales como parte de su escenografía. Durante esto, los bailarines aparecieron en «E.T.», reaparecieron para levantarla y realizar sus rutinas con ella. En comparación con su actuación del año pasado, un crítico de Huffington Post señaló: «El ambiente no puede ser más diferente que el del año pasado. En vez de corazones y destellos, Perry presentó la canción muy ceñida, con un traje metálico con ráfagas de fuego por todo el escenario».
El 17 de marzo de 2012, Perry la cantó en el Let's Dance para la final del Sport Relief, vistió de igual manera que la anterior presentación pero de color púrpura. Dos días después, la interpretó como parte de un especial de Live Lounge para la BBC Radio 1, junto con «The One That Got Away», «Firework», «Thinking of You» y una versión censurada de «Niggas in Paris». También hizo otras actuaciones de la canción en los premios ECHO Music el 22 de marzo de ese año y en los premios Kids Choice, nueve días después. La artista usó una temática heroica en ambas presentaciones, lo que representó el empoderamiento femenino. Katie Brine de MTV comentó que: «Aun cuando Perry trata de ser seria, siempre coloca diversión en sus trabajos».
El 26 de abril de 2012, la presentó durante la undécima temporada de American Idol. Tuvo una escenografía similar, aunque lo pregrabaron dado que Perry estaba enferma. Después de una breve introducción al estilo militar de su vídeo musical, la cantante realizó un lanzamiento aéreo y simularon el escenario como una base militar, poblado por bailarinas de fondo y todos ellas vestidas con ropa del ejército. El rendimiento ofrecido de la coreografía obtuvo una producción compleja respaldada con una visión nocturna como parte del espectáculo. Recibió críticas mixtas de los revisores, los que señalaron la pregrabación y el uso de la sincronía de labios. Sin embargo, felicitaron la complejidad y originalidad de la actuación. Brian Mansfield de USA Today la calificó como «una producción bastante impresionante», pero a su vez, criticó las habilidades vocales de la intérprete.

La canción formó parte de una campaña de Adidas que promueve la salud y la actividad física.

El 9 de junio de 2012, Perry la incluyó en su listado de canciones para la actuación en el Capital FM Summertime Ball, en la que llevaba un vestido al estilo de los años cincuenta y un corte en el flequillo de su cabello. El 26 de junio de 2012, la intérpreto en el estreno de su película autobiográfica Katy Perry: Part Of Me en el Hollywood Boulevar como parte del acuerdo de Pepsi. Durante la actuación, la cantante salió de una caja grande de palomitas de maíz, vestida con una camisa que parecía un rollo de películas con un escenario decorado de caramelos y luces de neón. Esta presentación marcó el final de la promoción de Teenage Dream.
Electronic Arts usó la canción para una campaña nacional de mercadeo para su expansión de edición limitada de los The Sims 3 titulada, The Sims 3: Showtime. Perry grabó un comercial de treinta segundos de duración, en la que la interpretó en el escenario como versión Sim de sí misma. El paquete incluye objetos relacionados con la intérprete e inspirados en su concepto, para que los jugadores lo puedan usar en su propio personaje. Capitol Records lanzó una remezcla oficial de «Part of Me» hecha por Jacques Lu Cont titulada, «Thin White Duke Remix». Adidas lo utilizó para su campaña comercial «We All Run», que promueve la salud y la actividad física. En el comercial aparecen Perry junto con David Beckhan, Lionel Messi y Derrick Rose, quienes la apoyan. El 16 de abril de 2012, Lindsey Pavao interpretó el tema durante la segunda temporada de The Voice. En mayo de ese mismo año, Perry firmó un contrato con Pepsi para promover su película autobiográfica Katy Perry: Part Of Me. Este acuerdo formó parte de la primera campaña mundial titulada «Live For Now», la que colabora con artistas de entretenimiento para promover su trabajo. «Part of Me» estuvo presente en varios avances del filme para promoverla en los medios de comunicación. En junio de 2012, Elektrolytes la utilizó para promover la cinta. MarissaAnne de la tercera temporada de The Voice la cantó el 12 de septiembre de 2012. La pista también está en Just Dance 4 como para de un DLC.

## Formatos y remezclas
- Descarga digital

| «Part of Me» — Sencillo |              |          |  |
| N.º                     | Título       | Duración |  |
| 1.                      | «Part of Me» | 3:35     |  |

| «Part of Me» — Remezcla |                                                      |          |  |
| N.º                     | Título                                               | Duración |  |
| 1.                      | «Part of Me» (Jacques Lu Cont's Thin White Duke Mix) | 6:02     |  |

| «Part of Me» — EP |                                                          |          |  |
| N.º               | Título                                                   | Duración |  |
| 1.                | «Part of Me»                                             | 3:35     |  |
| 2.                | «Part of Me» (Jacques Cont's Thin White Duke Mix)        | 6:02     |  |
| 3.                | «Part of Me» (Jacques Cont's Thin White Duke Radio Edit) | 3:47     |  |
| 4.                | «Part of Me» (Instrumental)                              | 3:35     |  |

- Sencillo en CD

| «Part of Me» — Sencillo |                                      |          |  |
| N.º                     | Título                               | Duración |  |
| 1.                      | «Part of Me»                         | 3:35     |  |
| 2.                      | «Tommie Sunshine's Megasix Smash-Up» | 7:03     |  |

| «Part of Me» — The Remixes |                                          |          |  |
| N.º                        | Título                                   | Duración |  |
| 1.                         | «Part of Me» (DJ Skeet Skeet Radio Edit) | 3:50     |  |
| 2.                         | «Part of Me» (DJ Skeet Skeet Mixshow)    | 4:37     |  |
| 3.                         | «Part of Me» (DJ Skeet Skeet Club Mix)   | 7:09     |  |
| 4.                         | «Part of Me» (DJ Skeet Skeet Dub)        | 7:11     |  |
| 5.                         | «Part of Me» (Freemasons Radio Edit)     | 3:57     |  |
| 6.                         | «Part of Me» (Freemasons Mixshow)        | 5:48     |  |
| 7.                         | «Part of Me» (Freemasons Club Mix)       | 8:18     |  |
| 8.                         | «Part of Me» (Freemasons Dub)            | 7:58     |  |
| 9.                         | «Part of Me» (LA Riots Radio Edit)       | 3:13     |  |
| 10.                        | «Part of Me» (LA Riots Mixshow)          | 4:10     |  |
| 11.                        | «Part of Me» (LA Riots Club Mix)         | 6:38     |  |
| 12.                        | «Part of Me» (LA Riots Dub)              | 6:38     |  |
| 13.                        | «Part of Me» (RAC Radio Edit)            | 4:02     |  |
| 14.                        | «Part of Me» (RAC Extended Mix)          | 4:09     |  |

- Disco de vinilo

| «Part of Me (Jacques Lu Cont's Thin White Duke Mix)» |                                                      |          |  |
| N.º                                                  | Título                                               | Duración |  |
| 1.                                                   | «Part of Me» (Jacques Lu Cont's Thin White Duke Mix) | 6:00     |  |
| 2.                                                   | «Tommie Sunshine's Megasix Smash-Up»                 | 7:03     |  |

## Posicionamiento en listas

### Semanales
| Alemania          | Media Control Charts     | 20 |
| Australia         | Australian Singles Chart | 5  |
| Austria           | Ö3 Austria Top 40        | 18 |
| Bélgica (Flandes) | Ultratop 50              | 18 |
| Bélgica (Valonia) | Ultratop 40              | 28 |
| Bulgaria          | Bulgaria Singles Top 40  | 11 |
| Canadá            | Canadian Hot 100         | 1  |
| Escocia           | Scottish Singles Chart   | 1  |
| Eslovaquia        | Slovakia Radio Top 100   | 11 |
| España            | Top 100 Singles          | 48 |
| Estados Unidos    | Billboard Hot 100        | 1  |
| Estados Unidos    | Digital Songs            | 1  |
| Estados Unidos    | Dance/Club Play Songs    | 1  |
| Estados Unidos    | Radio Songs              | 4  |
| Estados Unidos    | Pop Songs                | 3  |
| Estados Unidos    | Adult Pop Songs          | 4  |
| Estados Unidos    | Adult Contemporary       | 20 |
| Estados Unidos    | Top Latin Songs          | 22 |
| Francia           | French Singles Chart     | 13 |
| Hungría           | Rádiós Top 40            | 6  |
| Irlanda           | Irish Singles Chart      | 5  |
| Japón             | Japan Hot 100            | 22 |
| Nueva Zelanda     | NZ Top 40 Singles        | 1  |
| Países Bajos      | Dutch Top 40             | 28 |
| Reino Unido       | UK Singles Chart         | 1  |
| Reino Unido       | UK Singles Digital Chart | 1  |
| República Checa   | Czech Radio Top 100      | 17 |
| Suiza             | Swiss Music Charts       | 33 |
| Venezuela         | Record Report            | 1  |

## Sucesión en listas
| Predecesor: «Give Me All Your Luvin'» de Madonna con Nicki Minaj y M.I.A.    | Canadian Hot 100 — Sencillo n.º 1 3 de marzo de 2012          | Sucesor: «Call Me Maybe» de Carly Rae Jepsen                  |
| Predecesor: «Somebody That I Used To Know» de Gotye con Kimbra               | Scottish Singles Chart — Sencillo n.º 1 31 de marzo de 2012   | Sucesor: «Turn Up the Music» de Chris Brown                   |
| Predecesor: «Stronger (What Doesn't Kill You)» de Kelly Clarkson             | Billboard Hot 100 — Sencillo n.º 1 3 de marzo de 2012         | Sucesor: «Stronger (What Doesn't Kill You)» de Kelly Clarkson |
| Predecesor: «We Are Young» de Fun con Janelle Monáe                          | Digital Songs — Sencillo n.º 1 3 de marzo de 2012             | Sucesor: «We Are Young» de Fun con Janelle Monáe              |
| Predecesor: «Wild One Two» de Jack Back con David Guetta, Nicky Romero y Sia | Dance/Club Play Songs — Sencillo n.º 1 12 de mayo de 2012     | Sucesor: «Somebody That I Used To Know» de Gotye con Kimbra   |
| Predecesor: «Wild Ones» de Flo Rida con Sia                                  | NZ Top 40 Singles — Sencillo n.º 1 20 de febrero de 2012      | Sucesor: «Good Night» de Reece Mastin                         |
| Predecesor: «Somebody That I Used To Know» de Gotye con Kimbra               | UK Singles Chart — Sencillo n.º 1 31 de marzo de 2012         | Sucesor: «Turn Up the Music» de Chris Brown                   |
| Predecesor: «Somebody That I Used To Know» de Gotye con Kimbra               | UK Singles Digital Chart — Sencillo n.º 1 31 de marzo de 2012 | Sucesor: «Turn Up the Music» de Chris Brown                   |

### Cerficaciones
| País           | Organismo certificador | Certificación | Ventas certificadas | Simbolización | Ref.          |
| -------------- | ---------------------- | ------------- | ------------------- | ------------- | ------------- |
| Australia      | ARIA                   | 3× Platino    | 210 000             | 3▲            | [ 22 ]        |
| Canadá         | Music Canada           | 3× Platino    | 240 000             | 3▲            | [ 114 ]       |
| Dinamarca      | IFPI — Dinamarca       | Oro           | 15 000              | ●             | [ 115 ]       |
| Estados Unidos | RIAA                   | 3× Platino    | 2 780 000           | 3▲            | [ 23 ] [ 55 ] |
| Italia         | FIMI                   | Oro           | 10 000              | ●             | [ 116 ]       |
| México         | AMPROFON               | Oro           | 30 000              | ●             | [ 117 ]       |
| Nueva Zelanda  | RIANZ                  | Platino       | 15 000              | ▲             | [ 24 ]        |
| Reino Unido    | BPI                    | Oro           | 400 000             | ●             | [ 118 ]       |

## Premios y nominaciones
«Part of Me» recibió nominaciones en distintas ceremonias de premiación. A continuación, una lista de las candidaturas que obtuvo:
| Año  | Ceremonia de premiación | Premio                                 | Resultado | Ref.            |
| ---- | ----------------------- | -------------------------------------- | --------- | --------------- |
| 2012 | Teen Choice Awards      | Mejor sencillo de una artista femenina | Nominado  | [ 119 ]         |
| 2012 | MTV Video Music Awards  | Mejor vídeo femenino                   | [ 120 ]   |                 |
| 2012 | VEVOCertified Awards    | 100 000 000 de visitas                 | Ganador   | [ 121 ] [ 122 ] |

## Historial de lanzamientos
| País            | Fecha                 | Formato          | Sello           | Ref.   |
| --------------- | --------------------- | ---------------- | --------------- | ------ |
| Alemania        | 14 de febrero de 2012 | Descarga digital | Capitol Records | [ 38 ] |
| Australia       | 14 de febrero de 2012 | Descarga digital | Capitol Records | [ 38 ] |
| Austria         | 14 de febrero de 2012 | Descarga digital | Capitol Records | [ 38 ] |
| Bélgica         | 14 de febrero de 2012 | Descarga digital | Capitol Records | [ 38 ] |
| Dinamarca       | 14 de febrero de 2012 | Descarga digital | Capitol Records | [ 38 ] |
| España          | 14 de febrero de 2012 | Descarga digital | Capitol Records | [ 38 ] |
| Finlandia       | 14 de febrero de 2012 | Descarga digital | Capitol Records | [ 38 ] |
| Italia          | 14 de febrero de 2012 | Descarga digital | Capitol Records | [ 38 ] |
| Japón           | 14 de febrero de 2012 | Descarga digital | Capitol Records | [ 38 ] |
| Nueva Zelanda   | 14 de febrero de 2012 | Descarga digital | Capitol Records | [ 38 ] |
| Noruega         | 14 de febrero de 2012 | Descarga digital | Capitol Records | [ 38 ] |
| Países Bajos    | 14 de febrero de 2012 | Descarga digital | Capitol Records | [ 38 ] |
| Portugal        | 14 de febrero de 2012 | Descarga digital | Capitol Records | [ 38 ] |
| República Checa | 14 de febrero de 2012 | Descarga digital | Capitol Records | [ 38 ] |
| Suecia          | 14 de febrero de 2012 | Descarga digital | Capitol Records | [ 38 ] |
| Suiza           | 14 de febrero de 2012 | Descarga digital | Capitol Records | [ 38 ] |
| Estados Unidos  | 21 de febrero de 2012 | Radial           | Capitol Records | [ 39 ] |
| Irlanda         | 18 de marzo de 2012   | Descarga digital | Capitol Records | [ 41 ] |
| Reino Unido     | 18 de marzo de 2012   | Descarga digital | Capitol Records | [ 41 ] |
| Reino Unido     | 23 de abril de 2012   | Sencillo en CD   | Capitol Records | [ 40 ] |

## Créditos y personal
- Katy Perry: voz y composición.
- Lukasz Gottwald: composición, producción, batería, teclado y programación.
- Max Martin: composición, producción, batería, teclado y programación.
- Cirkut: producción, batería, teclado y programación.
- Bonnie McKee: composición.
- Emily Wright: ingeniería de audio.
- Sam Holland: ingeniería de audio.
- John Hanes: diseño.
- Serban Ghenea: mezcla.
- Tucker Bodine: asistente.
- Clint Gibbs: asistente.
- Aniela Gottwald: asistente.
- Tim Roberts: asistente.
- Phil Seaford: asistente.

Fuente: Discogs y folleto de Teenage Dream: The Complete Confection.